# Farkas de Boldogfa

Escudo de armas de la familia Farkas de Boldogfa

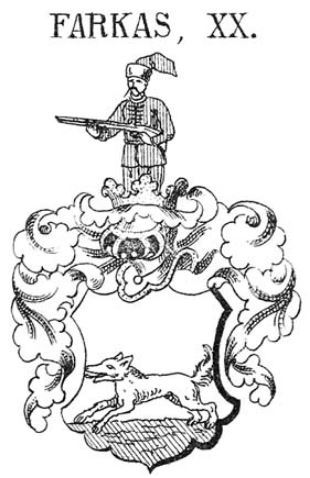
Escudo de armas de la familia Farkas de Boldogfa tomado del Siebmachers Wappenbuch

La familia Farkas de Boldogfa (en húngaro: boldogfai Farkas; en alemán: Farkas von Boldogfa) es una familia de la nobleza media húngara originaria del condado de Zala.

## Historia de la familia

### Ancestros de la familia
Tras las invasiones mongolas de 1241, el rey Béla IV de Hungría comenzó a ocuparse del sistema de defensa fronterizo del reino. En la región junto a Austria, decidió otorgarle privilegios de nobleza a cerca de 60 familias de los asentamientos de Felsőőr y Alsóőr en el condado de Vas a cambio de sus servicios como guardias de fronteras. Estas familias principalmente de origen székely y pechenego ya se habían asentado en la región de Burgenland desde el siglo 10, ya sirviendo desde entonces como guardias fronterizos. Posteriormente Esteban V de Hungría y Ladislao IV de Hungría, el hijo y el nieto del rey, confirmaron estos privilegios. El rey Carlos I de Hungría nuevamente confirmó estos permisos el 1 de julio de 1327 y les donó nobleza húngara, surgieron así varias familias nobles húngaras. El 18 de febrero de 1582 Rodolfo II del Sacro Imperio Romano Germánico, Rey de Hungría, le donó tierras en Felsőőr y Alsóőr a estas mismas familias nobles, donación confirmada el 16 de febrero de 1611 por el Emperador Matías de Habsburgo, Rey de Hungría. Esta donación de tierras dieron base para que la familia utilizara el predicado nobiliario de "alsóeőri" o en Latín "de Alsóeőr". Con el paso de los siglos, y luego las invasiones turcas de los siglos XVI, los rastros de estos nobles menores se perdieron y solo tras la expulsión de los turcos se tiene una historia más precisa.
El 2 de abril de 1690 la rama de la familia Farkas de Alsóeőr que vivía en el pueblo de Kančevci, localizado en el condado de Vas en el reino de Hungría recibió la donación de un escudo familiar (armalis), el cual fue utilizado tanto por la familia Farkas de Boldogfa, como por esa misma rama de la familia Farkas de Alsóeőr.
Péter I Farkas de Alsóeőr (fl. 1656), hijo de János Farkas de Alsóeőr era un terrateniente en Kančevci, localizado en el condado de Vas en el reino de Hungría. En su edad avanzada alquiló unas tierras en el latifundio de Pórszombat, cerca de Zalaegerszeg, a donde se mudó con sus hijos Mihály Farkas y György Farkas. Mihály Farkas (fl. 1656-1664), hijo de Péter I Farkas, nieto de János I Farkas de Alsóeőr, fue un conocido soldado de las huestes del Sacro Imperio Romano germánico. Luchó contra los turcos y en 1653 fue capturado por el pachá de Nagykanizsa. Pagó 204 táleros imperiales para su liberación, y luego se mudó al pueblo de Boldogfa, en el condado de Zala, donde compró una propiedad. Su esposa Éva Péter de Ságod es mencionada como viuda en 1687, junto a sus tres hijos huérfanos: János, Péter e István Farkas de Boldogfa y a su nuevo esposo Mihály Tarródy de Tarród y Németszecsőd.
János, Péter e István Farkas de Boldogfa recibieron del 22 de marzo de 1716 la donación real de tierras en Zalaboldogfa, en el condado de Zala condedida por Leopoldo I del Sacro Imperio Romano Germánico, Rey de Hungría. Desde entonces ellos y sus descendientes comenzaron a utilizar el predicado nobiliario de "de Boldogfa". Otra rama de esta familia Farkas que emigró desde el pueblo de Kančevci primero al Condado de Somogy, luego a Komárom y a Hont, utilizó con relativa frecuencia el predicado nobiliario de "de Alsóeőr" a partir del siglo 19, desde luego sin utilizar el predicado de "de Boldogfa", pues ellos no eran descendientes directos de quienes recibieron la donación real de 1716.

### La familia Farkas de Boldogfa

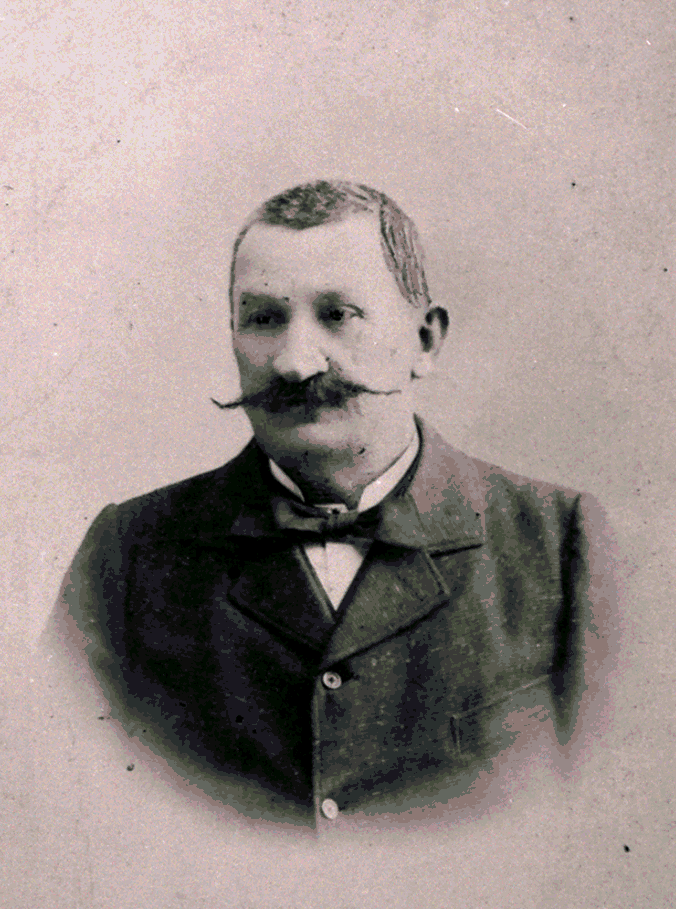
Ferenc IV Farkas de Boldogfa (1838-1908), interventor monetario del condado de Zala

El mayor de los tres hermanos era János II Farkas de Boldogfa (†1724), fue juez sustituto de los nobles en el distrito de Zalaegerszeg (en húngaro: helyettes főszolgabíró) y casó con la noble Dorottya Sidy de Sid (1693-1775), hija de Mihály Sidy de Sid, terrateniente, vicecapitán de la fortaleza de Egervár, y de la dama noble Maria Therjék de Szenterzsébet. Maria Therjék de Szenterzsébet era hija del noble János Therjék de Szenterzsébet (fl. 1632–1674), administrador de los latifundios del obispado de Nyitra, administrador del Boldogkő, terrateniente en el condado de Zala, y de Borbála Maholányi de Pohroncz-szelepcsény (fl. 1655).

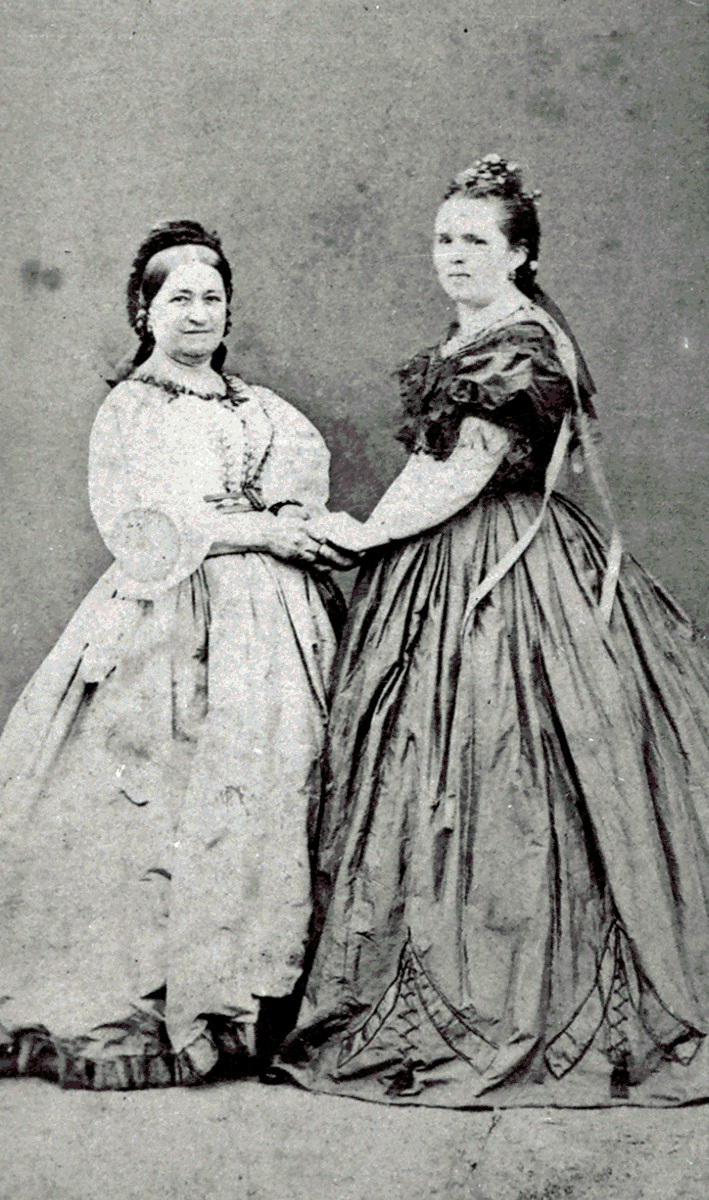
Rozália Szluha (1816-1883), esposa de József Marton de Nemesnép (1797-1858) y su hija Sofia Marton de Nemesnép (1842-1900), esposa de Ferenc Farkas de Boldogfa (1838-1908).

El hijo de János II Farkas fue Ferenc I Farkas de Boldogfa (1713–1770), quién ocupó el cargo de vicegobernador (en húngaro: alispán) del condado de Zala entre 1761 y 1769. A los 25 años comenzó su servicio al condado de Zala como vice-juez de los nobles en el distrito de Zalaegerszeg (en húngaro: alszolgabíró) el 18 de julio de 1738, ocupando esta jefatura hasta el 21 de agosto de 1747. Cuando la Reina María Teresa de Austria pidió la asistencia de la nobleza húngara en 1741 durante la guerra de sucesión austríaca Ferenc Farkas de Boldogfa respondió al llamado asistiendo a las autoridades del condado a coordinar la organización de los ejércitos húngaros. Entre el 21 de agosto de 1747 y el 11 de octubre de 1756 Ferenc Farkas de Boldogfa sirvió como el juez de los nobles en el distrito de Zalaegerszeg (en húngaro: főszolgabíró), y seguido a esto fue electo vicegobernador (en húngaro: alispán) del condado de Zala, la jefatura más prestigiosa que podía aspirar un miembro de la nobleza no titulada para su época. Ferenc Farkas de Boldogfa fue vicegobernador del condado de Zala desde el 26 de octubre de 1761 hasta el 2 de mayo de 1769.
Ferenc I Farkas de Boldogfa fue un pudiente terrateniente con 69 familias de siervos, lo que lo hacía uno de los miembros más poderosos de la nobleza no titulada en el condado de Zala para la época de la reina María Teresa I de Austria. Su esposa fue Anna Maria Rosty de Barkócz (1722-1784), hija de László Rosty de Barkócz (fl. 1710-1730), juez de los nobles (en húngaro: főszolgabíró) del condado de Vas, terrateniente, y de Mária Csapody de Zalalövő (fl. 1710-1714). Mária Csapody de Zalalövő era hija del noble István Csapody de Zalalövő (fl. 1663–1702), capitán de la fortaleza de Zalalövő, terrateniente en Zala y de la dama noble Zsófia Perneszy de Osztopán (fl. 1651–1702), cuyos padres eran el noble István Perneszy de Osztopán (fl. 1647–1663), capitán de la fortaleza de Zalalövő, terrateniente en Zala y Zsuzsanna Rauch de Nyék (fl. 1657). Mária Csapody de Zalalövő contaba por vía materna con ancestros ilustres y poderosos como la familia Perneszy de Osztopán, Batthyány de Németújvár, Both de Bajna, Paksy de Pákos, Pogány de Cséb, Bánffy de Alsólendva entre otras.
Ferenc Farkas de Boldogfa amplió la iglesia de Boldogfa, agregándole sacristía y oratorio. Por otra parte, en Nemeszéll, donde tenía tierras, construyó una capilla barroca que daba cabida a 230 personas y fue santificada en 1767. Ahí fue enterrado junto con su esposa y varios de sus hijos. El hermano de Anna Rosty fue Ferenc Rosty de Barkócz (1718-1790), consejero real de la reina María Teresa, alispán del vecino condado de Vas.

### Los hijos de Ferenc y Anna Rosty
Anna Rosty dio a luz 13 hijos a Ferenc Farkas de Boldogfa de los cuales 9 llegaron a la edad adulta; entre ellos estaba el jesuita Ferenc II Farkas de Boldogfa (1742-1807), quien fue párroco de Nemesapáti y posteriormente miembro del consejo canónico de Veszprém. Su hermano, el miembro de la orden religiosa de los escolapios József Farkas de Boldogfa (1752–1809) fue rector de la universidad de Klauzenburg, en Transilvania. Anna Rosty solo dio a luz dos hijas, Erzsébet Farkas de Boldogfa (1761-1800), la cual se casó con el masón László Tuboly de Tubolyszegh (1757-1828), quien era terrateniente en Zala y juez administrador. Su hermana fue Anna Farkas de Boldogfa (1746-1804), esposa de Ádám Csillagh de Csáford (1739-1797), terrateniente e interventor monetario del condado.

Otro de los hijos de Ferenc y Anna Rosty fue János III Farkas de Boldogfa (1741-1788), jurista, protonotario del condado de Zala, quien en 1783 fungió de alispán sustituto. Él por esposa a Judith Sümeghy de Lovász y Szentmargita (1754-1820), hija de Ferenc Sümeghy de Lovász y Szentmargita y de Marianna Póka de Pókafalva (1728-1797). El hermano de Judith fue József Sümeghy de Lovász y Szentmargita (1757-1832), consejero real de la reina María Teresa, alispán secundario del condado de Zala entre 1797 y 1806, y posteriormente alispán primario entre 1806 y 1815. 

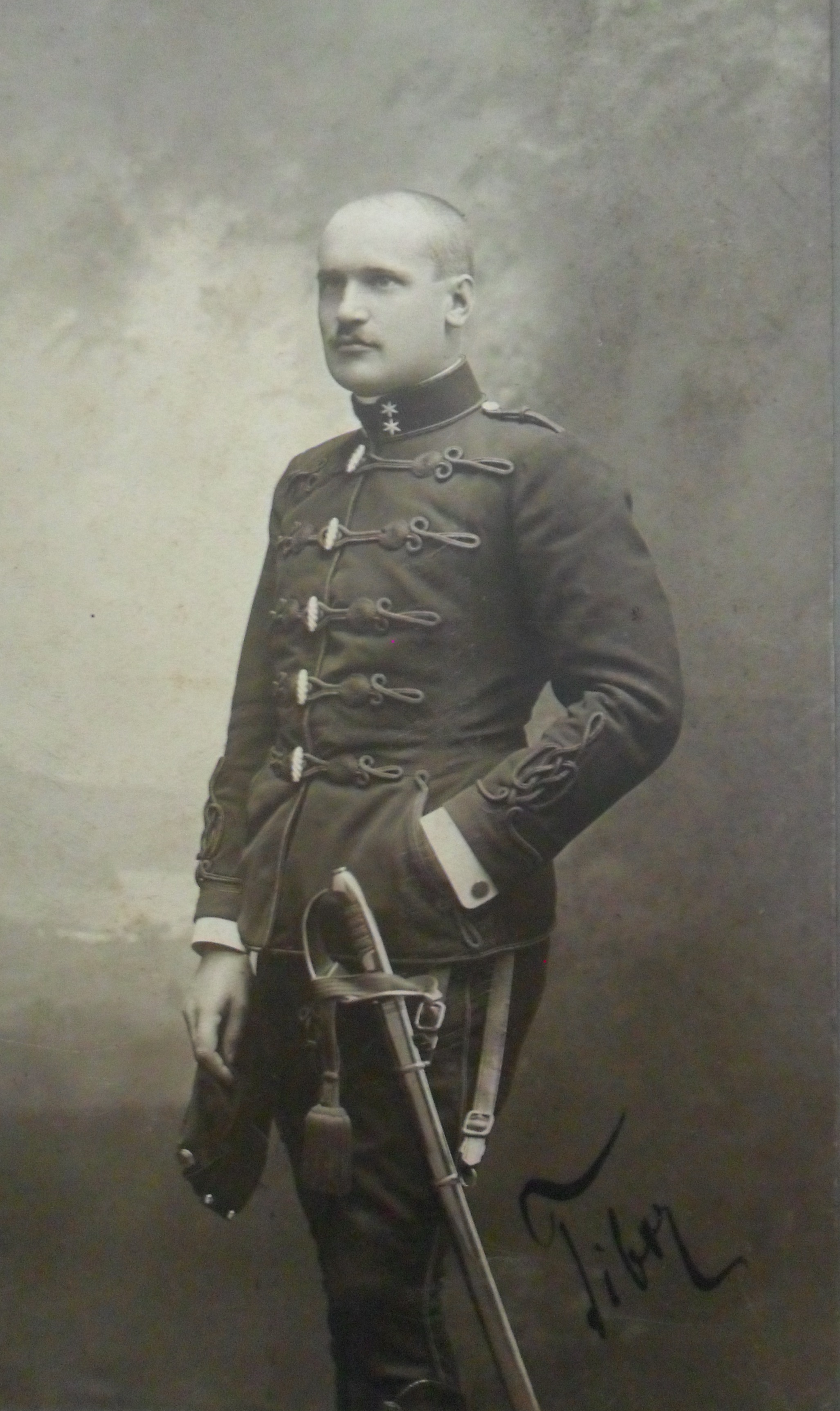
dr. Tibor Farkas de Boldogfa (1883-1940) político legitimista húngaro, miembro del parlamento, capitán husar.

En 1779 Anna Rosty de Barkócz, viuda de Ferenc Farkas de Boldogfa, escribió su testamento donde sus extensas tierras y numerosas mansiones y molinos fueron repartidos entre sus hijos e hijas vivos para aquel momento. En Hungría la costumbre entre la nobleza fue siempre la de repartir de manera más o menos equitativa las tierras y la fortuna de la familia entre todos los hijos e hijas. Esto si bien era muy justo, podía significar la ruina para una familia con numerosos hijos. De todos los hermanos, solamente János III continuó con la familia, y de él descienden ambas ramas. Los otros hijos fallecieron sin descendientes, o sus viudas o familiares heredaron los bienes recibidos de Anna Rosty.

### La rama de János y Angela Skublics
Uno de los hijos de János III fue János IV Nepomuk Farkas de Boldogfa (1774-1847), quien fue elegido alispán sustituto de la comarca de Zala por dos años desde 1833 para sustituir a Francisco Deák, el cual había sido elegido como representante de la comarca en la asamblea de nobles del reino. János IV Nepomuceno casó con Angela Skublics de Besenyő y Velike (1775-1839), hija del terrateniente János Skublics de Besenyő y Velike y de Erzsébet Csapody de Zalalövő. János Nepomuceno Farkas y Angela Skublics, vendieron sus tierras heredadas de sus correspondientes padres y en 1823 compraron las tierras en los pueblos de Alsóbagod y Felsőbagod, cerca de Boldogfa, a donde se mudaron definitivamente junto con sus hijos.
Su hijo, Imre Farkas de Boldogfa (1811-1876), abogado, terrateniente, juez administrador (en húngaro: főszolgabíró; en alemán: Oberstuhlrichter) de la ciudad de Zalaegerszeg entre 1844 y 1849. Luego de derrotada la revolución de 1848, fue Imre, quién fungió de intermediario entre las fuerzas austríacas y el vicegobernador de la provincia de Zala, Lajos Csillagh de Csáford, organizando su rendición y las condiciones puestas por el general imperial Burits. Imre y Alojzia Horváth tuvieron tres hijos, de los cuales el más destacado fue  József II Farkas de Boldogfa (1857-1951), quien fue un político y representante de la comarca en el parlamento. József casó con Rosalia Sümeghy de Lovász y Szentmargita (1857-1924), quien era sobrinanieta de su propia bisabuela Judith Sümeghy, esposa de János III Farkas de Boldogfa. El hijo de József y de Rosalia Sümeghy fue el dr. Tibor Farkas de Boldogfa (1883-1940), un reconocido jurista, miembro del parlamento húngaro, que estudió su doctorado en la universidad de Cambridge. Tibor era un conocido partidario de la monarquía, en este caso del legitimismo húngaro de la década de 1920. Tibor era también capitán de reserva húsar, y terrateniente en Alsóbagod, en Zala. Recibió las condecoraciones Signum Laudis, y la Karl-Truppenkreuz. Tibor casó con la joven Judith Pálffy de Pálfiszegh (1906-1993), quien le dio dos hijos. El hermano menor de Tibor, Dénes Farkas de Boldogfa (1884-1973), también se dedicó a la política y fue miembro del parlamento húngaro. Luego de la llegada del comunismo tras la Segunda Guerra Mundial, la viuda de Tibor y Dénes Farkas perdieron todas sus propiedades y bienes.

### La rama de Ferenc y Borbála Joó

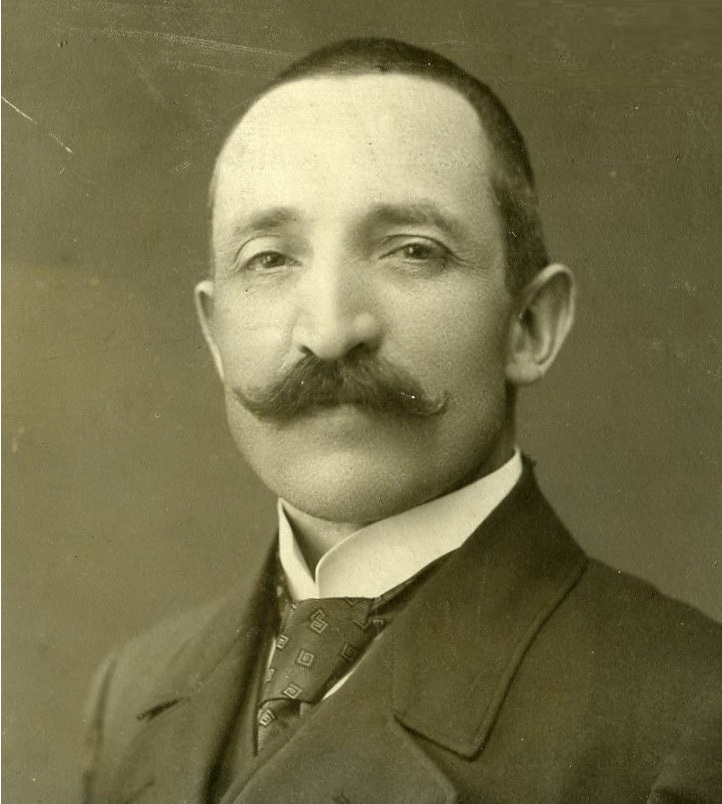
dr. István Farkas de Boldogfa (1875-1921), jurista húngaro del condado de Zala.

El otro hijo de János III, fue el juez Ferenc III Farkas de Boldogfa (1779-1844), quien conservó una cantidad más modesta de tierras y la residencia de Boldogfa. A los 55 años de edad tomó como esposa a la joven Borbála Joó (1817-1880) de 18 años, el 1 de febrero de 1835 en Boldogfa. Su hijo Ferenc IV Farkas de Boldogfa (1838-1908) fue interventor monetario del condado de Zala y el 7 de febrero de 1872 casó en Boldogfa con Sofía Marton de Nemesnép (1842-1900). Vivieron en las tierras de su esposa en el pueblo de Andráshida y criaron a sus cuatro hijos comunes, así como el hijo y la hija del primer matrimonio de Sofía.
El segundo hijo de su matrimonio fue el destacado militar del condado de Zala, el vitéz Sándor Farkas de Boldogfa (1880-1946), caballero de la Orden de la Cruz de Hierro Austríaca (en alemán: Kaiserlicher Orden der Eisernen Krone), coronel húngaro, quien se destacó en la Primera Guerra Mundial y posteriormente ocupó un lugar de prestigio en la sociedad entre guerras en la provincia de Zala. Entre 1935 y 1939 fue el capitán general de Orden Caballeresca de Vitéz en el condado de Zala. Recibió las condecoraciones de la Militärverdienstkreuz, la Signum Laudis, la Karl-Truppenkreuz, y la Militär-Jubiläumskreuz. El hijo mayor de Ferenc Farkas de Boldogfa y de Sofía Marton de Nemesnép fue el jurista, dr. István II Farkas de Boldogfa (1875-1921), quien ocupó el cargo de juez administrador (en húngaro: főszolgabíró; en alemán: Oberstuhlrichter) de la ciudad de Sümeg entre 1912 y 1919. István mantuvo el orden durante la crisis de precios local durante la Primera Guerra Mundial, sofocó una epidemia de disentería en la ciudad de Sümeg, y organizó varios bailes caritativos. Apreciado y respetado por todos en Sümeg, fue condecorado por la Cruz Roja en 1917 y también con la Cruz de Mérito Civil (en alemán: Kriegskreuz für Zivilverdienste) por el emperador Francisco José. Su esposa fue la noble Erzsébet Julianna Persay de Perse (1885-1913), hija de Gyula Persay de Perse (1855-1924), terrateniente en el pueblo de Nova en Zala, farmaceuta y director de la Caja de Ahorros de Nova (en la provincia de Zala) y de Erzsébet Mára Klementina Alojzia Kiss de Nemeskér (1867-1888).
Uno de los hijos de István y de Erzsébet fue don Andrés Farkas de Boldogfa (1908-1994), mayor del estado mayor húngaro, militar que recibió varias condecoraciones en la Segunda Guerra Mundial, entre ellas la Cruz de Caballero de la Orden del Mérito Húngara. El 21 de mayo de 1942 en Budapest, Don Andrés Farkas de Boldogfa tomó como esposa a la artista de gobelinos doña Clara María Hermina Lenz Topits (1924-2013), nacida en una familia burgesa de comerciantes pudientes de Budapest. Su padre, si bien no era de origen noble, descendía de una antigua familia de ciudadanos católicos suizos, que a comienzos de la Edad Moderna ya portaba un escudo de armas familiar. El padre de Clara era don José Lenz (1897-1965), terrateniente, cabeza de la compañía de comercio de frutos del Sur en Hungría "Lenz Testvérek" (Hermanos Lenz), y su madre era Clara María Topits (1901-1993). José Lenz, de gran convicción religiosa, en 1943 construyó y donó la única iglesia católica del pueblo de Nyékládháza, lugar donde era terrateniente. Por este gesto, recibió del papa Pío XII la condecoración de la Orden al Mérito "Pro Eclesia et Pontifice". A través de este matrimonio, don Andrés Farkas se convirtió en el miembro más pudiente de la familia en su época. Al final de la Segunda Guerra Mundial, don Andrés Farkas Farkas de Boldogfa, su esposa doña Clara Lenz y don José Lenz emigraron a Venezuela y Colombia. Al abandonar el país y tras la llegada del comunismo perdieron absolutamente todas sus propiedades y fortuna en Hungría.
Un sobrino del dr. István Farkas de Boldogfa fue Sándor Boldogfai Farkas (1907-1970) reconocido escultor húngaro. El padre de Sándor era Lajos Farkas de Boldogfa (1878-1930), el administrador de los latifundios de Csáktornya que eran propiedad del conde Jenő Festetics de Tolna; la madre era la dama noble Mária Horváth de Pósfa (1884-1959). Sus abuelos paternos eran Ferenc IV Farkas de Boldogfa (1838-1908) y Sofía Marton de Nemesnép (1842-1900).